# Eugênio Chemp
Eugênio Chemp (Kiev, 18 de fevereiro de 1916 - 4 de fevereiro de 1995) foi um jogador de futebol russo naturalizado brasileiro, que jogou como atacante em clubes como  Portuguesa, Botafogo, São Paulo e Náutico. Após encerrar a carreira de jogador, tornou-se sindicalista e político, filiado ao Partido Comunista Brasileiro.

## Biografia

### Primeiros anos
Chemp nasceu em Kiev, à época parte do Império Russo, filho do engenheiro Frederico e da professora de piano Elizabeth Chemp, filha de David Hamm e Anna Kumachina. Em 31 de julho de 1923, ele, junto com sua mãe e o irmão mais novo Victor, chegou ao Brasil no navio RMS Arlanza. Sua irmã recém-nascida também embarcou no navio, mas morreu durante a viagem. O pai foi obrigado a ficar em casa e só na década de 1930 veio para junto da família. Inicialmente, Elizabeth vivia apenas da venda de joias pessoais trazidas de sua terra natal. Mas então ela começou a ensinar piano com sucesso.
Chemp era casado. Teve uma filha, Rosana Maria.

### Carreira no futebol
Chemp começou sua carreira jogando pelo Clube Atlético Albion. Em 1936, tornou-se jogador do São Paulo FC, onde jogou por duas temporadas, fazendo 16 partidas e marcando 10 gols. Curiosamente, segundo documentos do clube, Eugênio era considerado uruguaio na equipe. Em 1937 transferiu-se para o Botafogo apesar de quase fechar contrato com o Flamengo. Um ano depois, conquistou o torneio Início do Campeonato Carioca com a equipe, mas não entrou em campo na final. Chemp jogou pelo clube até 1939, fazendo 42 partidas e marcando 15 gols. Em maio de 1940, Eugênio partiu para o Recife, onde ingressou no Náutico. Pela equipe, o jogador disputou 11 partidas e marcou 7 gols.
Enquanto jogava pelo Náutico, Chemp foi convocado para a seleção pernambucana. Em particular, ele participou nela do Campeonato Nacional de Seleções Estaduais. Na primeira partida, a seleção de Pernambuco derrotou a seleção cearense pelo placar de 2 a 1. Após o jogo, os atletas do Ceará protestaram, alegando que Chemp, que passou o jogo inteiro em campo, não era brasileiro, sendo proibido a estrangeiros, conforme regulamento, entrar em campo nas partidas deste torneio. Após o julgamento, o resultado da partida foi anulado. Em 18 de dezembro de 1940, em entrevista, Eugenio disse: "Apesar de ter vindo para o Brasil com três anos, nasci na Rússia". O próprio Chemp afirmou que queria ser brasileiro, mas, apesar disso, recebeu a cidadania apenas em 1941.
Depois do Náutico, Chemp foi para o estado de São Paulo jogar na Portuguesa, e então, no mesmo ano, foi parar novamente no São Paulo, onde marcou 4 gols no primeiro jogo. No total, o futebolista disputou 23 jogos pelo clube e marcou 16 gols; segundo outras fontes, 19 jogos e 14 gols. Depois disso, jogou por vários times, inclusive pelo time amador do Fluminense. É curioso que Eugenio tenha feito um pedido à Confederação Brasileira de Desportos  para que em todos os documentos relacionados às atividades futebolísticas, sua nacionalidade fosse registrada como russa.
Em 1945 jogou pelo clube amador Andorinhas Futebol Clube, onde também jogavam trabalhadores da tecelagem de mesmo nome. Ao mesmo tempo, os trabalhadores eram em sua maioria comunistas. Isso levou Chemp a se participar ativamente no campo dos direitos dos trabalhadores. No mesmo ano, decidiu encerrar a carreira de jogador.

### Ativismo político
No final de 1948, Chemp voltou para São Paulo. Lá, ele se filiou ao Partido Comunista Brasileiro, e também tornou-se membro ativo do sindicato dos metalúrgicos de São Paulo, trabalhando como vendedor para uma das siderúrgicas locais. Chemp participou de comícios e organizou greves, pelas quais foi preso várias vezes,  Em particular, ele foi o líder da chamada de Greve dos 300.000. De 1953 a 1964, Eugenio foi membro da diretoria do sindicato dos metalúrgicos, e de setembro de 1963 a março de 1964 foi membro da diretoria do sindicato dos metalúrgicos. Sua principal frente de atuação era a implementação do 13º salário, o aumento da renda mensal dos trabalhadores e o “congelamento” dos preços dos bens essenciais.

### Prisão
Em 31 de março de 1964 ocorreu um golpe militar no Brasil; em outubro do mesmo ano, Chemp e outros 75 membros do Partido Comunista Brasileiro foram indiciados, sendo encaminhados para prisões em 1964. Chemp foi posteriormente absolvido. Em 1972, Eugenio foi preso novamente e submetido a longos interrogatórios e tortura. A principal coisa que os investigadores tentaram revelar foi se ele transferiu dinheiro para ex-membros do partido. A princípio, Chemp se recusou a fazê-lo, mas depois disse que havia transferido dinheiro para as famílias dos membros do partido presos. Em 1973, foi levado a julgamento por isso, mas  novamente absolvido. Após o julgamento, Chemp retirou-se da política. No final de sua vida, ele sofreu da doença de Parkinson, deixando-o incapaz de andar.

## Conquistas
- Vencedor do Torneio Início do Rio de Janeiro: 1938